# Несвижский историко-краеведческий музей
Несвижский историко-краеведческий музей (бел. Нясвіжскі гісторыка-краязнаўчы музей) — музей в Несвиже Минской области Беларуси.

## Описание

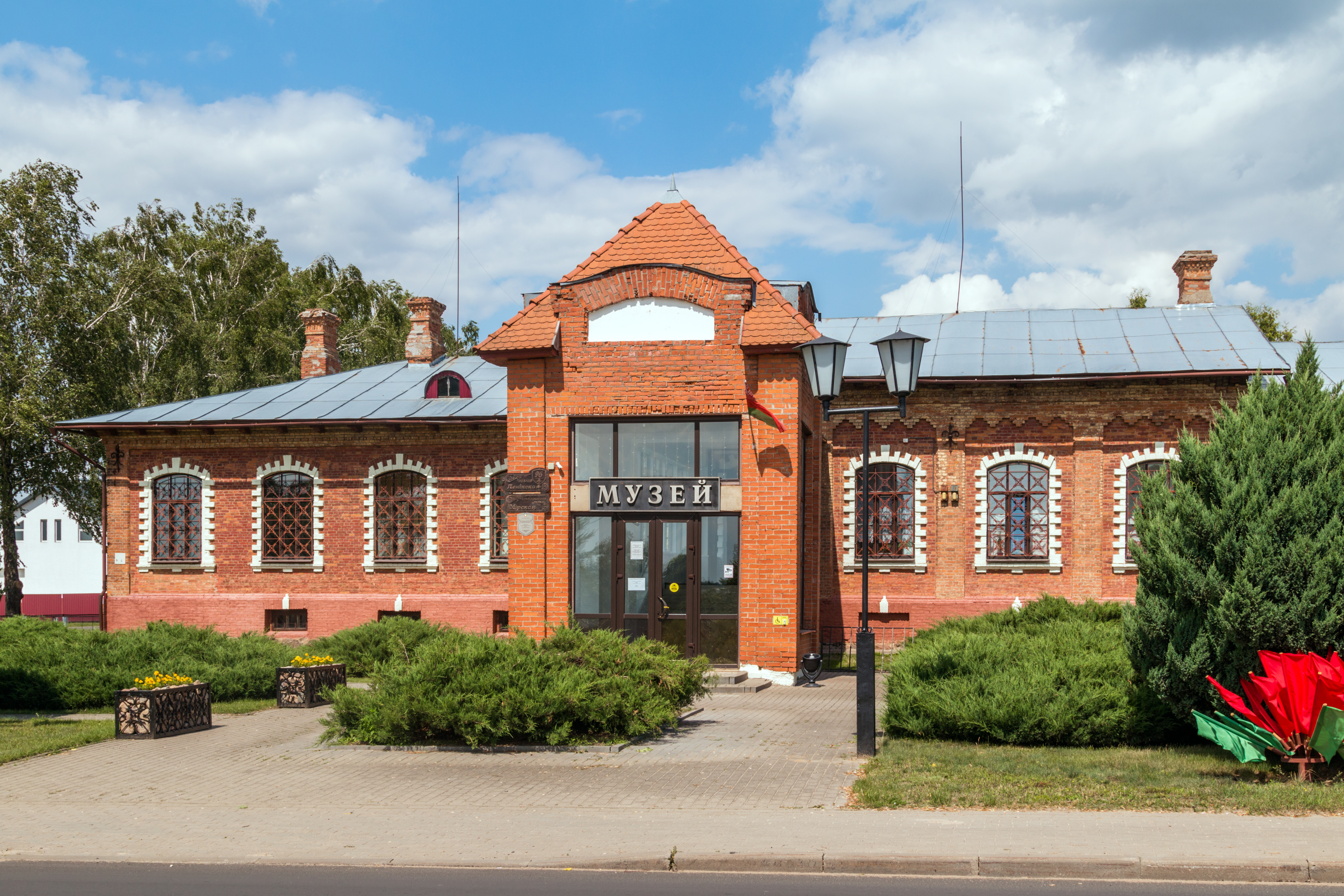

Решение об открытии районного историко-краеведческого музея при отделе культуры было принято 30 октября 1989 года Несвижским райисполкомом под руководством В. Н. Дражина. Официальное открытие музея состоялось 14 января 1995 года, но первая выставка из фондов Национального музея истории и культуры Республики Беларусь, Объединения литературных музеев Республики Беларусь и Несвижского историко-краеведческого музея под названием «Несвижская сокровищница» открылась в сентябре 1994 года.
С 1 января 2005 года музей реорганизован в Государственное учреждение «Несвижский историко-краеведческий музей», куда вошли непосредственно музей, квартира-музей художника М. К. Севрука (1996), гончарная мастерская (2001) и музейный объект «Кузница» (2006).
Основным направлением является краеведческая деятельность, изучение ремесел Несвижского края.
Экспозиция музея создана на основе исторического и этнографического материала, который собирался с 1986 года.
Экспозиция музея состоит из 5 стационарных — «Сберегая самобытность» (2011), «Торговля и ремесла Несвижчины» (2008), «Несвиж. Страницы легенд и истории» (1998), «Война. Трагедия. Подвиг» (2005), «Спасенные ценности» (1999) — и 2 выставочных залов, в которых ежегодно открывается более 15 выставок различной тематики (художественные, патриотические, из посольств разных стран).
Основной фонд насчитывает 14214 единиц, которые распределены между 18 коллекциями, наиболее значимые из них — «Живопись и графика», «Фотодокументы», «Документы», «Книги и печатные издания», «Посуда», персональная коллекция художника М. К. Севрука (1240 ед.). Уникальными предметами являются: кубок, т.н. «Талеровый кубок», серебро, Кенигсберг, 1720—1757 гг.; литургическая книга заупокойной мессы латинской традиции — Реквием несвижского (?) бернардинского монастыря, содержащий песнопения XVI — XVII в. с древней нотацией, Вильно, 1841 г.; клад (стеклянная, фарфоровая и металлическая посуда — 141 предмет) обнаружен в подвале костела монастыря бенедиктинок в Несвиже в 1988 г. Польша (?), к. XIX — н. ХХ в.
Музей принимает участие в международной акции «Ночь музеев».

## Структура

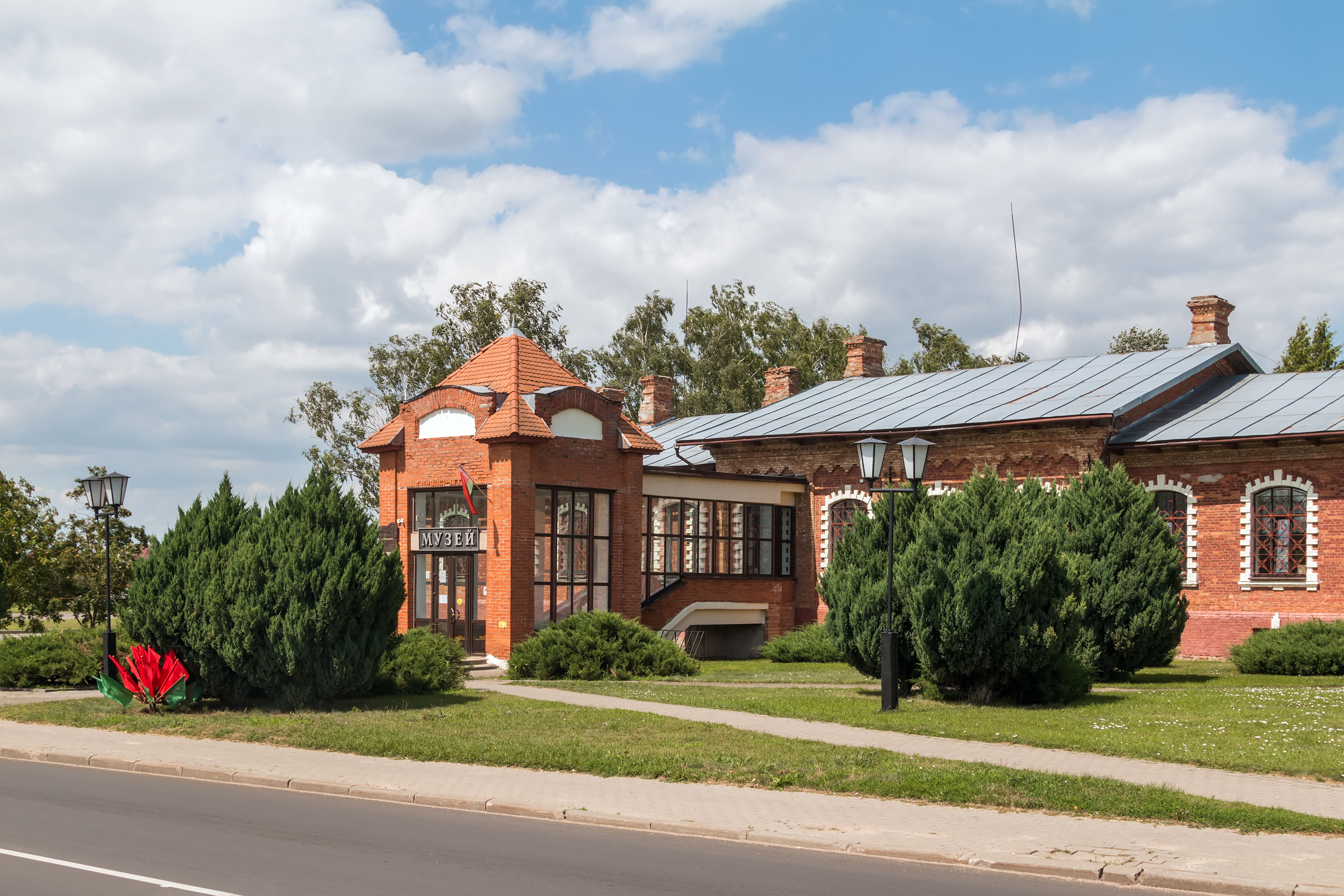

### Музейный объект «Кузница»
Одним из главных направлений деятельности музея является изучение народных ремесел. Результатом работы в этом направлении стало создание и открытие в 2006 году музейного объекта «Кузница», где отображен процесс кузнечного ремесла конца XIX — первой половины XX веков. Основными элементами являются кузнечный горн с мехом, наковальня, кузнечные инструменты, предметы утилитарно-бытового назначения. Для целостного восприятия объекта также был создан навес, коновязь, колодец с комягой.

### Гончарная мастерская
С 2001 года в музее работает гончарная мастерская, которая была ориентирована на выпуск сувенирной продукции. С недавнего времени в мастерской проводятся музейно-педагогические занятия с учениками города с целью изучения гончарного ремесла. Посетители имеют возможность проследить путь от куска глины до гончарного круга и сувенирной лавки, а также поучаствовать в создании гончарных изделий. В 2013 году сотрудниками музея создана стационарная выставка «Глиняный звон из прошлого», которая предшествует посещению мастерской и отражает развитие гончарного ремесла Несвижчины от средневековья и до наших дней.

### Квартира-музей М. К. Севрука
г. Несвиж, ул. Садовая, 38/1
Одним из структурных подразделений музея является квартира-музей художника-реалиста М. К. Севрука (1905-1979). Михаил Константинович Севрук родился 27 февраля 1905 года в Варшаве. Принадлежал к плеяде славных художников Западной Беларуси. Мастер получил блестящее образование в Виленском университете, с 1939 до конца жизни жил и работал в Несвиже. Персональная коллекция насчитывает 1240 единиц, в нее вошли живописные работы, графика, гравюры на дереве, меди, линолеуме, личные вещи художника, которые были переданы музею его женой Раисой Семеновной Севрук и друзьями.
9 июля 1996 года в доме, где жил и работал М. Севрук, была открыта квартира-музей художника. В 2012 году была расширена площадь квартиры-музея и создана новая экспозиция. Этому предшествовала тщательная работа по изучению документов, анализ музейной коллекции «М.К. Севрук», общение с друзьями, знакомыми семьи Севруков, что способствовало точному определению периодов творчества художника, передачи разноплановости его работ, восстановлению прижизненного интерьера квартиры мастера.
Созданная экспозиция представляет разножанровый показ двух периодов творчества художника — виленский (1927-1939) и несвижский (1939-1979), дополнительно в ней выделяются два раздела: «Творческое наследие», «Биографически-мемориальный».

## Экспозиция

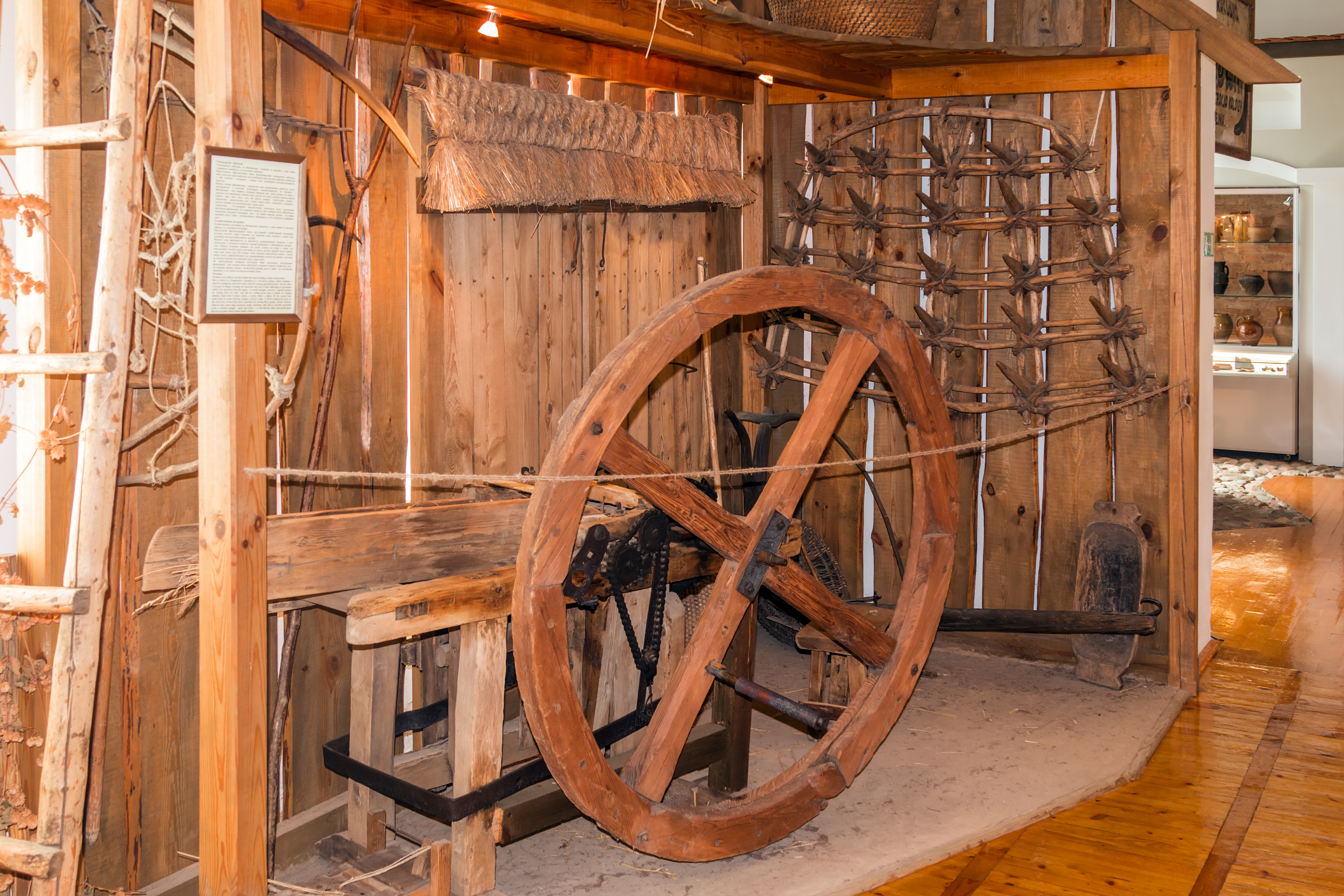

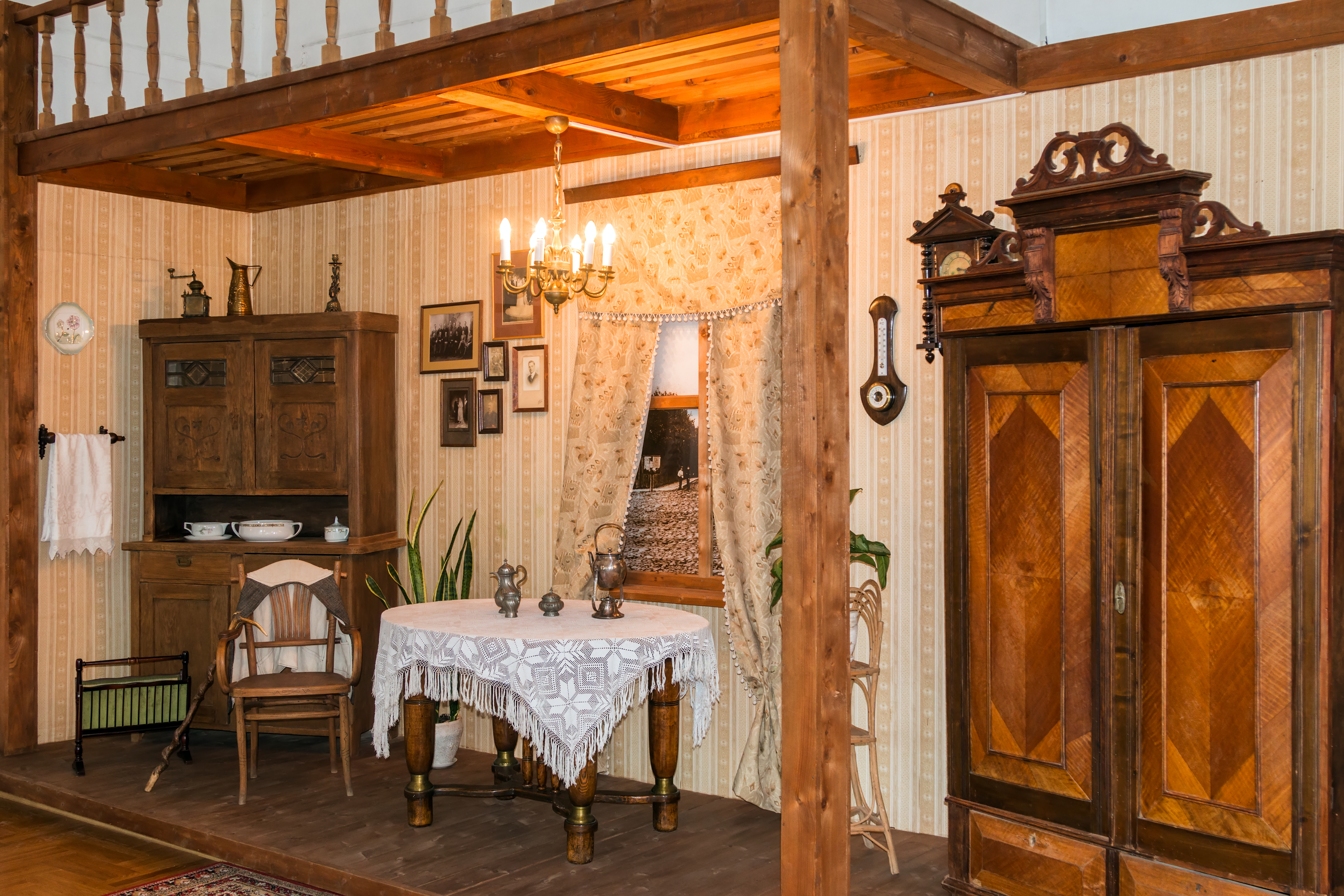

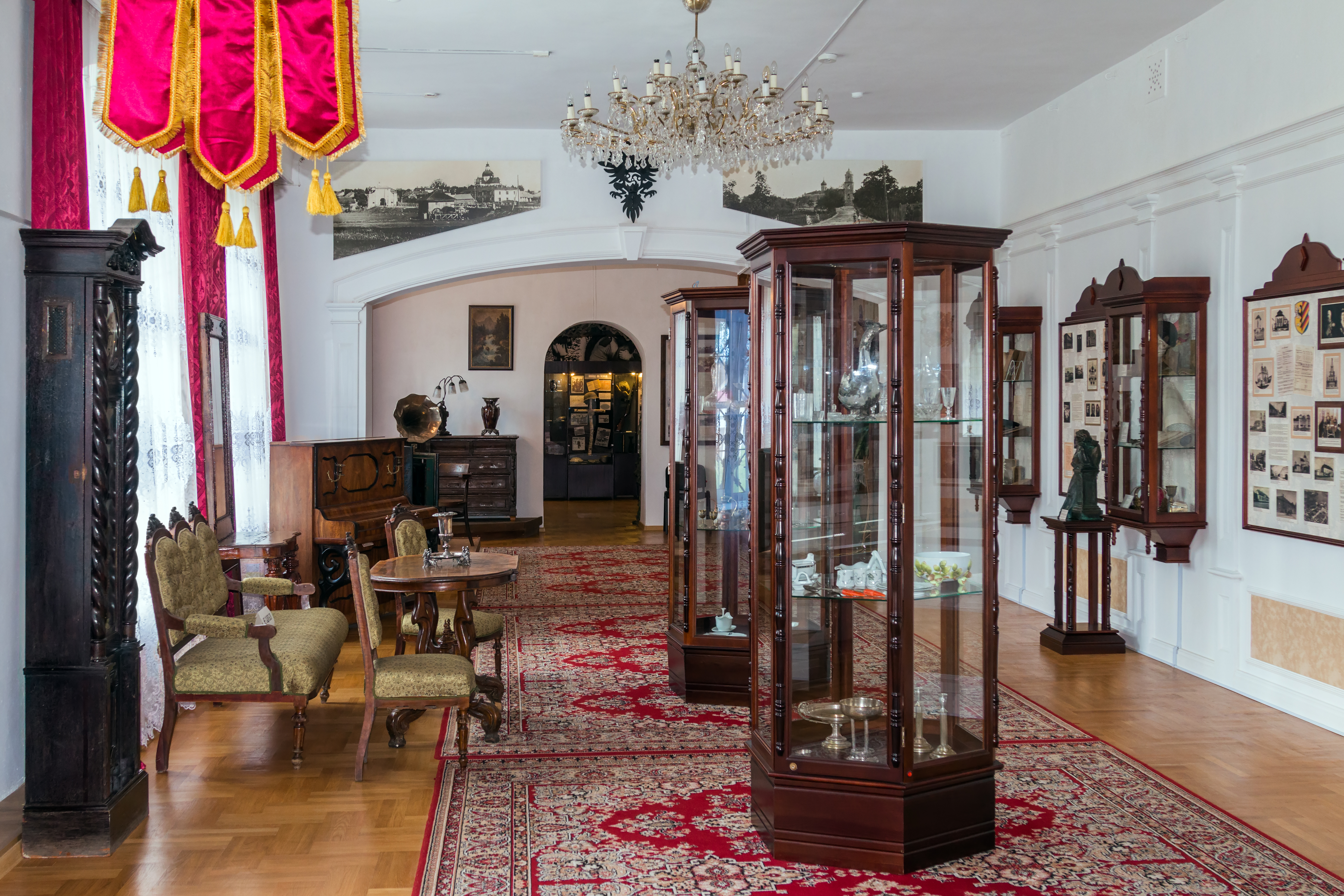

### Зал этнографии «Сберегая самобытность»
Этнографическая экспозиция «Сберегая самобытность» знакомит посетителей с интерьером крестьянской избы конца XIX — 30-х годов XX века, которая состоит из двух частей: сени и дом. Здесь можно увидеть мебель, народные костюмы (Копыльско-Клецкий строй), предметы ткачества, кухонную утварь, гончарную посуду. Крестьянскую усадьбу трудно представить без хозяйственной постройки, где хранились различные приспособления — сошка, борона-плетенка, сечкарня, сельскохозяйственный инвентарь и многое другое. На информационных стендах можно ознакомиться с фотографиями и документами, которые отражают уклад крестьянской жизни Несвижского региона.

### Экспозиция «Торговля и ремесла Несвижчины»
Экспозиция «Торговля и ремесла Несвижчины» перемещает посетителей из деревни на Ратушную площадь Несвижа конца XIX — 30-х гг. XX века. В это время Несвиж — небольшой город, со своими законами и управлением; жизнь городского населения бурлит вокруг Ратуши и Ратушной площади, где смешанный характер торговли давал возможность покупателям одновременно удовлетворить различные потребительские нужды. Представлена имитация мастерской сапожника — такие мастерские и небольшие магазины существовали в пристройках к ратуше; демонстрируются экспонаты, отражающие сапожное ремесло. Также можно увидеть фрагменты торговых рядов, состоящих из трех торговых лавок: «Лавка гончара», «Лавка медника » и «Мануфактурная лавка». На основании архивных документов была создана реконструкция сельтерской будки. В витринах представлена стеклянная и тарная посуда, которой пользовались несвижане в конце XIX — первой четверти XX веков, а также архивные документы.

### Экспозиция «Несвиж на перекрестках эпох»
Экспозиция повествует об основных этапах исторического развития Несвижа с XV века до 30-х годов XX века и состоит из нескольких разделов. В разделе «Несвиж и Радзивиллы» экспонируется копия гравюры Т. Маковского с изображением Несвижа начала XVII века, историческая реконструкция магнатской одежды, копии гравюр и фотографий с изображениями князей Радзивиллов, архивные документы и фотографии, связанные с историей города, предметы клада (стеклянная, фарфоровая и металлическая посуда), предметы религиозного культа. Раздел «Образование в Несвиже» повествует о деятельности Несвижской учительской семинарии и других учебных заведений, представлены материалы о писателях В. Сырокомле, А. Янушкевиче, В. Жилке, С. Новике-Пяюне, удостоверения учреждений образования разных времен, школьные учебники и принадлежности. Следующий раздел «Зарисовки несвижского быта» представляет фрагменты жилого интерьера и кабинет чиновника городской ратуши конца ХIХ — начала XX века.

### Экспозиция «Война. Трагедия. Подвиг»
Экспозиция освящает военные конфликты XX века, которые затронули Несвижчину: Первая мировая война, Вторая мировая, в том числе Великая Отечественная война, новый раздел по увековечиванию памяти жертв геноцида белорусского народа в годы Великой Отечественной войны «Геноцид. Знать. Помнить.». Представлены фотоматериалы об участниках Первой и Второй мировых войн, партизанского движения, освободителей района, экспонируются личные вещи фронтовиков, письма с фронта, награды, военная амуниция.

### Экспозиция «Спасенные ценности»
На стационарной выставке под названием «Спасенные ценности» представлены иконы, складни, настольные кресты XIX—XX веков, которые были переданы в музей из Брестской и Гродненской таможен.
В двух выставочных залах ежегодно открывается более 15 выставок. Несвижане и гости города могут познакомиться с произведениями многих художников, мастеров народного творчества и декоративно-прикладного искусства, открыть для себя страницы культуры разных стран, увидеть выставки патриотической и экологической тематики.

## Ссылка
- Несвижский историко-краеведческий музей
- Нясвіжскі гісторыка-краязнаўчы музей